# Anacronicta obscura
Anacronicta obscura är en fjärilsart som beskrevs av John Henry Leech 1900. Anacronicta obscura ingår i släktet Anacronicta och familjen Pantheidae. Inga underarter finns listade i Catalogue of Life.